# Всеобщий мир
Всеобщий мир (др.-греч. Κοινὴ Εἰρήνη) — термин, использовавшийся в Древней Греции для обозначения мирного договора между всеми сторонами конфликта. Концепция была разработана при подготовке Анталкидова мира в 387 году до нашей эры. До этого времени мирные договоры в Греции заключались только между двумя сторонами или союзами и имели срок действия, после истечения которого любая сторона могла возобновить боевые действия. По словам Джона Файна, до появления концепции Всеобщего мира, «мир был лишь затишьем в постоянной войне, договоры были всегда двухсторонние и обычно ограничиваются указанным периодом времени». Примером такого договора является Тридцатилетний мир, который завершил так называемую Малую Пелопоннесскую войну.

## Первый Всеобщий мир
Концепция Всеобщего мира появилась в период греческой истории, когда всё более масштабные и разрушительные войны заставили целый ряд государств думать об изменении такого ограниченного представления о мире. С 395 года до н. э. по 387 год до н. э., во время Коринфской войны исчерпали свои силы ряд государств, которые уже серьезно пострадали в ходе Пелопоннесской войны. В 387 году до н. э. эти государства согласились закончить войну, заключив мир на новых условиях.
Анталкидов мир, также известный как Царский мир из-за сильного персидского влияния, содержит многие элементы, которые будут характеризовать последующие Всеобщие мирные договора. Первым среди них было персидское влияние на условия, а к середине IV века до н. э., разобщенность в Греции позволила Персии претендовать на доминирующую роль в греческой политике. Второй элемент, который будет в последующих договорах, является признание принципа автономии, в котором говорится, что все города должны быть свободными и независимыми. Это положение было открыто для различных интерпретаций, и другое характерное положение Всеобщего мира предусматривает, как оно должно интерпретировано. Спартанцы были назначены в качестве смотрителей условий мира, с полномочиями толковать и применять его положения. Это положение де-факто включало в себя признание спартанской гегемонии в Греции, и более позднее договоры будут включать подобные положения.

## Последующие Всеобщие мирные договоры
В IV веке до н. э. Всеобщие мирные договоры подписывались неоднократно, однако не имели серьёзных последствий. После первой попытки мира в 387 году до н. э., боевые действия вскоре возобновились и продолжались до тех пор, пока мир не был подписан в 375 году до н. э. В 371 году до н. э., другая, мирная конференция состоялась и был подписан мир между всеми полисами, кроме Фив, но конфликта между Спартой и Фивами вскоре вылился в возобновление боевых действий, приведшее к битве при Левктрах. В 365 году до н. э. был подписан договор, называемый Пелопидовым миром по имени фиванского посла, в котором Фивы вместо Спарты признавались хранителями мира. Этот договор тоже вскоре был нарушен, но более прочный мир был заключен уже после битвы при Мантинее.
После этого мира, центральный конфликт в греческом мире сместился от борьбы между греческими городами-государствами к накалявшейся борьбе между Афинами и Македонского. Всеобщие мирные договоры не заключались между 362 и 338 годами до н. э., когда в результате победы Филиппа Македонского при Херонее был подписан договор, в котором все греческие государства присоединялись к Коринфскому союзу, созданному для подготовки к общегреческому походу против Персии.

## Значение
Концепция Всеобщего мира была принята в попытке разрешить, казалось бы, бесконечные войны, которые преследовали Грецию в конце V — начале IV веков до нашей эры. В конечном счёте, однако, она стала не более чем инструментом войны и сопровождающих её политических манёвров. Спарта, как смотритель первого мира, использовала свои позиции для своих военных кампаний. Принцип автономии в действительности применялся только по усмотрению гегемона; Эпаминонд указал на мирной конференции 371 года до н. э., что Спарта действует лицемерно, требуя автономии для городов Беотии, в то время как она продолжает доминировать в Лаконии. Некоторые более поздние договоры, такие как Пелопидов мир в 365 году до н. э. и договор о создании Коринфского союза в 338 году до н. э., лишь подтвердили приход нового гегемона для соблюдения условий мира.